# Виласор
Виласо̀р (на италиански: Villasor; на сардински: Bidda de Sorris, Бида де Сорис) е градче и община в Южна Италия, провинция Южна Сардиния, автономен регион и остров Сардиния. Разположено е на 26 m надморска височина. Населението на общината е 7008 души (към 2010 г.).